# Molophilus (Molophilus) styx
Molophilus (Molophilus) styx is een tweevleugelige uit de familie steltmuggen (Limoniidae). De soort komt voor in het Neotropisch gebied.